# Hermenias
Hermenias là một chi bướm đêm thuộc phân họ Olethreutinae trong họ Tortricidae.

## Các loài
- Hermenias dnophera Dianokoff, 1983
- Hermenias epidola Meyrick, 1911
- Hermenias pachnitis Meyrick, 1912
- Hermenias pilushina Razowski, 2000
- Hermenias rivulifera Turner, 1946
- Hermenias zygodelta Meyrick, 1938